# Кархародонтозавр
Кархародонтозавр (лат. Carcharodontosaurus, буквально — акулозубый ящер) — род гигантских хищных динозавров из семейства Carcharodontosauridae, обитавших в меловом периоде (100,0—93,0 млн лет назад) на территории Африки.

## История изучения
Описан по двум зубам из меловых отложений Алжира в 1927 году как Megalosaurus saharicus. В отдельный род выделен Э. Штромером в 1931 году на основании неполного скелета из формации Бахариджа Египта.
Род был плохо известен до 1996 года, когда П. Серено описал неполный череп из формации Кем Кем Марокко. Затем последовало множество находок (в основном, зубы и позвонки) из альба — сеномана всей Северной Африки (Алжир, Тунис, Ливия, Египет, Нигер, Марокко). Находки гиганотозавра и других родственных хищных динозавров в Южной Америке позволили уточнить и расширить состав семейства Carcharodontosauridae, выделенного ещё Штромером.

## Описание
Как и его родственники, кархародонтозавр имел относительно короткую и прямую шею, крупную голову и короткие передние лапы. По сравнению с южноамериканскими кархародонтозавридами сам кархародонтозавр известен относительно плохо. Однако, это был один из самых крупных хищных динозавров (длина черепа примерно до 170 см). Общая длина по разным оценкам могла достигать 12,3—12,8 метров, а вес — от 6,2 до 8 тонн. Грегори Пол оценил длину кархародонтозавра в 15,1 метров, а вес — в 11 тонн.
Череп относительно низкий, узкий, челюсти несколько напоминали ножницы. По сравнению с гиганотозавром орнаментация черепа менее выражена, морда относительно низкая и более легкая, зубы достигают примерно 28 см в длину. Исследования мозговой полости кархародонтозавра в 2001 году показали, что мозг кархародонтозавра (также как мозг других хищных динозавров), был похож на мозг не—птичьих завропсид.
Помимо типового вида, существуют несколько неопределенных до вида образцов кархародонтозавров из Туниса и Нигера, а также, возможно, Зимбабве. В 2007 году нигерийский вид получил название Carcharodontosaurus iguidensis. Этот вид кархародонтозавра был сопоставим по размерам с типовым Carcharodontosaurus saharicus.

## Образ жизни
Вероятно, кархародонтозавр мог охотиться на зауроподов — титанозавров, чьи кости найдены в тех же отложениях, а также на уранозавров.

## Патология
Череп образца SGM-Din 1 имеет необычный прокол, возможно оставленный зубом от другого кархародонтозавра или спинозавра.

## Классификация
По данным сайта Fossilworks, на апрель 2020 года в род включают 2 вымерших вида:
- Carcharodontosaurus iguidensis Brusatte & Sereno, 2007
- Carcharodontosaurus saharicus (Depéret & Savornin, 1925) [syn. Dryptosaurus saharicus (Depéret & Savornin, 1925), Megalosaurus (Carcharodontosaurus) saharicus (Depéret & Savornin, 1925), Megalosaurus saharicus Depéret & Savornin, 1925; Megalosaurus africanus Huene, 1956, objective synonym]

Также к роду относили вид Sigilmassasaurus brevicollis Russell, 1996, на данный момент выделенный в отдельный род.